# Pholidoscelis
Pholidoscelis – rodzaj jaszczurek z rodziny tejowatych (Teiidae).

## Zasięg występowania
Rodzaj obejmuje gatunki występujące na Antylach i Bahamach. 

## Systematyka

### Etymologia
Pholidoscelis: φολις pholis, φολιδος pholidos „rogowa łuska”; σκελος skelos, σκελεος skeleos „noga”.

### Podział systematyczny
Do rodzaju należą następujące gatunki: 

- Pholidoscelis alboguttatus (Boulenger, 1896)
- Pholidoscelis atratus (Garman, 1887)
- Pholidoscelis auberi (Cocteau, 1838)
- Pholidoscelis chrysolaemus (Cope, 1868)
- †Pholidoscelis cineraceus (Barbour & Noble, 1915)
- Pholidoscelis corax (Censky & Paulson, 1992)
- Pholidoscelis corvinus (Cope, 1861)
- Pholidoscelis desechensis (Heatwole & Torres, 1967)
- Pholidoscelis dorsalis (Gray, 1838)
- Pholidoscelis erythrocephalus (Daudin, 1802)
- Pholidoscelis exsul (Cope, 1862)
- Pholidoscelis fuscatus (Garman, 1887)
- Pholidoscelis griswoldi (Barbour, 1916)
- Pholidoscelis lineolatus (A.M.C. Duméril & Bibron, 1839)
- †Pholidoscelis major (A.M.C. Duméril & Bibron, 1839)
- Pholidoscelis maynardii (Garman, 1888)
- Pholidoscelis plei (A.M.C. Duméril & Bibron, 1839)
- Pholidoscelis pluvianotatus (Garman, 1887)
- Pholidoscelis polops (Cope, 1862)
- Pholidoscelis taeniurus (Cope, 1862)
- Pholidoscelis wetmorei (Stejneger, 1913)